# 168211 Juliechapman
168211 Juliechapman este o planetă minoră (asteroid), cu un diametru de 4,747 km, din centura de asteroizi. A fost descoperită pe 6 mai 2006 la Mount Lemmon⁠(d) de Mount Lemmon Survey⁠(d). 
Obiectul prezintă o orbită caracterizată de o semiaxă mare de 2,6538870633303 UAi, o excentricitate de 0,23031067639759, o înclinație de 4,8833725781988 ° în raport cu ecliptica.